# Daisy Jones & The Six
Daisy Jones & The Six es una serie de televisión limitada de drama musical estadounidense desarrollada por Scott Neustadter y Michael H. Weber, basada en la novela de 2019 del mismo nombre de Taylor Jenkins Reid. Ambientada en la escena musical de Los Ángeles a fines de la década de 1970, la serie traza el ascenso y la caída de la banda de rock ficticia titular.
Daisy Jones & The Six se estrenó en Amazon Prime Video el 3 de marzo de 2023.

## Premisa
Daisy Jones & The Six sigue a "una banda de rock en la década de 1970 desde su ascenso en la escena musical de Los Ángeles hasta convertirse en una de las bandas más famosas del mundo y explora la razón detrás de su separación en el apogeo de su éxito". La serie de Amazon Prime Video se basa en el libro del mismo nombre de Taylor Jenkins Reid, que la autora describe que se inspiró en parte en su experiencia al crecer y al ver las actuaciones de Fleetwood Mac en la televisión.

## Reparto y personajes

### Principal
- Riley Keough como Daisy Jones, cantante principal y compositora de la banda
- Sam Claflin como Billy Dunne, cantante principal y compositor de la banda
- Camila Morrone como Camila Álvarez, esposa de Billy y fotógrafa independiente[7]
- Suki Waterhouse como Karen Sirko, la teclista de la banda
- Will Harrison como Graham Dunne, el guitarrista líder de la banda
- Josh Whitehouse como Eddie Roundtree, el bajista de la banda
- Sebastián Chacón como Warren Rojas, el baterista de la banda[8]
- Nabiyah Be como Simone Jackson, amiga y compañera de habitación de Daisy, compositora y futura cantante de disco
- Tom Wright como Teddy Price, productor musical de la banda
- Timothy Olyphant como Rod Reyes, mánager de tours amigo de Billy

### Recurrente
- Seychelle Gabriel como entrevistadora
- Jacqueline Obradors como Lucía Álvarez, la madre de Camila
- Ross Partridge como Don Midleton, un productor discográfico
- Ayesha Harris como Bernie, una disc jockey y amante de Simone[9]
- Gavin Drea como Nicky, el esposo irlandés de Daisy

### Invitados
- Jack Romano como Chuck Loving, el baterista original de la banda antes llamada Dunne Brothers
- Nicole LaLiberté como Jean
- Chris Diamantopoulos como Lee Parlin
- Olivia Rose Keegan como Caroline
- Nick Pupo como Jonah Berg, un reportero de la revista Rolling Stone

## Episodios
| N.º en serie | N.º en temp. | Título                                      | Dirigido por    | Escrito por                         | Fecha de emisión original |
| ------------ | ------------ | ------------------------------------------- | --------------- | ----------------------------------- | ------------------------- |
| 1            | 1            | «Track 1: Come and Get It»                  | James Ponsoldt  | Scott Neustadter & Michael H. Weber | 3 de marzo de 2023        |
| 2            | 2            | «Track 2: I'll Take You There»              | James Ponsoldt  | Jenny Klein                         | 3 de marzo de 2023        |
| 3            | 3            | «Track 3: Someone Saved My Life Tonight»    | James Ponsoldt  | Nora Kirkpatrick & Will Graham      | 3 de marzo de 2023        |
| 4            | 4            | «Track 4: I Saw The Light»                  | James Ponsoldt  | Stacy Traub                         | 10 de marzo de 2023       |
| 5            | 5            | «Track 5: Fire»                             | James Ponsoldt  | Scott Neustadter                    | 10 de marzo de 2023       |
| 6            | 6            | «Track 6: Whatever Gets You Thru The Night» | Nzingha Stewart | Charmaine DeGraté & Will Graham     | 10 de marzo de 2023       |
| 7            | 7            | «Track 7: She's Gone»                       | Will Graham     | Susan Coyne                         | 17 de marzo de 2023       |
| 8            | 8            | «Track 8: Looks Like We Made It»            | Nzingha Stewart | Jihan Crowther & Liz Koe            | 17 de marzo de 2023       |
| 9            | 9            | «Track 9: Feels Like the First Time»        | Nzingha Stewart | Judalina Neira                      | 24 de marzo de 2023       |
| 10           | 10           | «Track 10: Rock 'n' Roll Suicide»           | Nzingha Stewart | Harris Danow                        | 24 de marzo de 2023       |

## Producción

### Desarrollo
La serie fue anunciada el 25 de julio de 2019. Está escrita por Scott Neustadter y Michael H. Weber, quienes se desempeñan como productores ejecutivos junto a Reese Witherspoon y Lauren Neustadter. Taylor Jenkins Reid (escritora original del libro) produce la serie. Las productoras involucradas en la serie son Hello Sunshine, Circle of Confusion y Amazon Studios.

### Casting
A mediados de noviembre de 2019, se anunció que Riley Keough y Camila Morrone se habían unido al elenco de la serie. En febrero de 2020, Sam Claflin, Suki Waterhouse, Nabiyah Be, Will Harrison, Josh Whitehouse y Sebastian Chacon se unieron al elenco de la serie. En octubre de 2021, Tom Wright y Jacqueline Obradors fueron elegidos como protagonistas y recurrentes, respectivamente. En noviembre siguiente, Timothy Olyphant se unió a la serie en un papel recurrente.

### Rodaje
La serie comenzó a filmarse a finales de septiembre de 2021 y terminó a principios de mayo de 2022 en Nueva Orleans.

## Música
El sencillo "Regret Me" de la banda ficticia de la serie, Daisy Jones & the Six, fue lanzado el 25 de enero de 2023. El segundo sencillo "Look at Us Now (Honeycomb)" fue lanzado el 15 de febrero de 2023. Atlantic Records lanzó un álbum de larga duración, Aurora, el 2 de marzo de 2023. Las voces principales del álbum fueron interpretadas por Riley Keough y Sam Claflin. Fue compuesta, interpretada y producida por Blake Mills, con producción adicional de Tony Berg y en colaboración con músicos como Chris Weisman, Jackson Browne, Marcus Mumford y Phoebe Bridgers.

## Lanzamiento
La serie limitada se lanzó en Amazon Prime Video el 3 de marzo de 2023 con los tres primeros episodios. El primer episodio se mostró en los cines de Estados Unidos durante una noche solo para los miembros de Amazon Prime el 1 de marzo de 2023. A partir de entonces, se lanzaron seis episodios las dos primeras semanas (tres cada semana), y los últimos cuatro episodios fueron lanzados dos por semana, finalizando la temporada el 24 de marzo de 2023.